# Александрова Юлія Ігорівна
Юлія Ігорівна Александрова (нар. 14 квітня 1982, Воронеж, СРСР) — російська актриса театру і кіно.

## Біографія
Юлія Александрова народилася 14 квітня 1982 року в Воронежі. У 2003 році закінчила акторський факультет Гітісу (курс Б. А. Морозова), в 2004 році почала виступати на сцені театру «АпАРТе». Того ж року дебютувала в кіно в епізодичній ролі студентки у фільмі «Тато». У театрі була задіяна в постановках «Біда від ніжного серця», «Капакабана», «Морозко» та інших. У 2008 році зіграла роль Насті в фільмі «Всі помруть, а я залишуся».
У 2013 році виконала головну роль нареченої у комедії «Гірко!», яка стала найприбутковішим фільмом в історії російського кінопрокату — збори перевищили бюджет в сімнадцять разів. У 2015 році зіграла роль Ольги в комедії «Найкращий день». У 2017 році зіграла роль снігуроньки Марини в комедії «Ялинки нові». У 2018 році виконала головну роль домогосподарки-супергероїні в кліпі «Не Париж» групи «Ленінград». У 2017 році зіграла роль снігуроньки Марини в комедії «Ялинки останні».
2 березня 2019 року взяла участь у телешоу «Останній герой» на телеканалі «ТВ-3».

### Особисте життя
- Чоловік — режисер Жора Крижовников[8] (справжнє ім'я — Андрій Першин, нар. 14 лютого 1979).
  - Дочка — Віра Першина (нар. у 2010)[9].

## Фільмографія
| Рік  |    | Назва                               | Роль                                                            |    |
| ---- | -- | ----------------------------------- | --------------------------------------------------------------- | -- |
| 2004 | ф  | Папа                                | студентка в гуртожитку                                          | ру |
| 2005 | ф  | Двоє біля ялинки, не рахуючи собаки | Томочка                                                         | ру |
| 2006 | ф  | Зона. Тюремний роман (фільм, 2005)  | Настя, дочка прокурора Мащенко                                  | ру |
| 2006 | ф  | Дикуни                              | Лорік                                                           | ру |
| 2006 | с  | Автономка                           | Юля, дружина Слави                                              | ру |
| 2007 | с  | Затемнення                          | епізод                                                          | ру |
| 2008 | ф  | Всі помруть, а я залишуся           | Настя Луганова                                                  | ру |
| 2008 | ф  | Дочка                               | Катя                                                            | ру |
| 2009 | кф | Казроп                              | дівчина                                                         | ру |
| 2010 | ф  | Громадянка начальниця               | Зінька Горлова                                                  | ру |
| 2010 | кф | Щаслива покупка                     | Світлана                                                        | ру |
| 2010 | с  | Школа                               | Колючка (Людмила), емо-подруга Ані Носовий                      | ру |
| 2011 | с  | Громадянка начальниця 2             | Зінька Горлова                                                  | ру |
| 2011 | с  | Татусі                              | Аліса Погребняк                                                 | ру |
| 2012 | с  | Лісник. Продовження                 | Настя                                                           | ру |
| 2012 | кф | Прокляття                           | актриса                                                         | ру |
| 2013 | ф  | Гірко!                              | Наташа, наречена, співробітниця газової компанії                | ру |
| 2013 | с  | Царівна Лягушкіно                   | Лариса Галкіна                                                  | ру |
| 2014 | ф  | Гірко! 2                            | Наташа, дружина Роми                                            | ру |
| 2014 | кф | Ненароком                           | Катя, дружина Колі                                              | ру |
| 2015 | ф  | Найкращий день                      | Оля, касир на заправці, наречена Петі                           | ру |
| 2017 | ф  | Життя попереду                      | Галина, найкраща подруга Алли. Живе в Москві, дуже хоче дитину. | ру |
| 2017 | с  | Ольга                               | Марина                                                          | ру |
| 2017 | ф  | Ялинки нові                         | Марина, вагітна Снігуронька                                     | ру |
| 2018 | ф  | Коханки                             | медсестра Маша                                                  | ру |
| 2018 | с  | Телефонуйте ДіКапріо!               | Домогосподарка Марина Іванівська, дружина Лева                  | ру |
| 2018 | ф  | Ялинки Останні                      | Марина                                                          | ру |
| 2018 | ф  | Рік свині                           | Юля                                                             | ру |
| 2019 | кф | Є місто золоте                      | Сара                                                            | ру |
| 2020 | ф  | (НЕ) ідеальний чоловік              | Світу                                                           | ру |
| 2020 | ф  | Красуня!                            | Поліна                                                          | ру |
| 2020 | с  | СідЯдома                            | Лара                                                            | ру |

## Зйомки у кліпах
- 2018 — «Не Париж» («Ленінград»)

## Нагороди та номінації
- 2014 — номінація на премію «Золотий орел» за кращу жіночу роль («Гірко!»)[10]
- 2014 — премія «Аванс» від журналу The Hollywood Reporter Russia — «Найперспективнішій актрисі» («Гірко!»)[11]
- 2018 — премія журналу «Кінорепортер» за «Актрису року» («Телефонуйте Дікапріо!»)[12]